# Gesellschaftliche Gerichte
Gesellschaftliche Gerichte waren in der DDR mit Laienrichtern besetzte Gerichte der „sozialistischen Rechtspflege“. Nach § 1 des Gesetzes über die gesellschaftlichen Gerichte der Deutschen Demokratischen Republik sollten „[d]ie gesellschaftlichen Gerichte [...] gewählte Organe der Erziehung und Selbsterziehung der Bürger [sein]“ und das „Recht der Bürger auf Mitwirkung an der Rechtspflege“ verwirklichen.

## Geschichte
Die beiden Arten der gesellschaftlichen Gerichte waren die
- Konfliktkommissionen (KK) und die
- Schiedskommissionen (SchK; ehemals: Sühnestellen).

Rechtsgrundlage waren zunächst die Schiedsmannsordnung und die Konfliktkommissionen-Verordnung von 1953. Die Verfassung der Deutschen Demokratischen Republik von 1968 regelte dann in Artikel 92:

„Die Rechtsprechung wird in der Deutschen Demokratischen Republik durch das Oberste Gericht, die Bezirksgerichte, die Kreisgerichte und die gesellschaftlichen Gerichte im Rahmen der ihnen durch Gesetz übertragenen Aufgaben ausgeübt.“

Die Beteiligung von Laienrichtern in der Rechtspflege allgemein war in Artikel 90 verankert.

„Die Teilnahme der Bürger an der Rechtspflege ist gewährleistet. Sie wird im einzelnen durch Gesetz bestimmt.“

In Umsetzung der Verfassungsregelung wurden das Gesetz über die gesellschaftlichen Gerichte der Deutschen Demokratischen Republik - GGG vom 11. Juni 1968 und das Gesetz über die gesellschaftlichen Gerichte der Deutschen Demokratischen Republik - GGG vom 25. März 1982 erlassen.
Nach der Wende wurden auch die Konfliktkommissionen und Schiedskommissionen in den Prozess der Wiedereinführung eines Rechtsstaates einbezogen. Der beherrschende Einfluss der in PDS umbenannten SED auf die gesellschaftlichen Gerichte endete. Die erste frei gewählte Volkskammer wandelte sie in Schiedsstellen um.

## Mitglieder
Die Mitglieder der gesellschaftlichen Gerichte (eine weitere Amtsbezeichnung gab es nicht), waren nach § 2 „[...] in ihrer Rechtsprechung unabhängig [und] nur an die Verfassung, die Gesetze und anderen Rechtsvorschriften der Deutschen Demokratischen Republik gebunden.“

## Zuständigkeit
Die Zuständigkeit der gesellschaftlichen Gerichte erstreckte sich auf:
- Arbeitsrechtssachen einschließlich Neuererrecht (nur vor den Konfliktkommissionen)
- zivilrechtliche Streitigkeiten
- Vergehen, wenn die Sache von den Untersuchungsorganen, der Staatsanwaltschaft oder den Gerichten übergeben wurde (wie Eigentumsvergehen, Körperverletzungen, Verkehrsdelikte, Verletzungen des Arbeits- und Gesundheitsschutzes)
- Verfehlungen (wie Eigentumsverfehlungen, Beleidigung und Verleumdung, Hausfriedensbruch in Räumen und Grundstücken eines Bürgers)
- Ordnungswidrigkeiten, wenn die Sache von den Ordnungsstrafbefugten übergeben wurde
- Schulpflichtverletzungen
- „arbeitsscheues Verhalten“ (nur 1964 bis 1979 vor den Schiedskommissionen)

## Verfahrensstatistik
Die gesellschaftlichen Gerichte waren für eine große Zahl von Verfahren zuständig. 1970 bzw. 1985 entfielen auf:
| Rechtspflegeorgane         | Rechtsgebiet                    | 1970     | 1985   |
| -------------------------- | ------------------------------- | -------- | ------ |
| Kreis-, Bezirksgerichte    | Strafsachen (nach Verurteilten) | 63.214 a | 59.574 |
| Kreis-, Bezirksgerichte    | Zivilsachen                     | 30.606   | 55.280 |
| Kreis-, Bezirksgerichte    | Familienrechtssachen            | 65.507   | 88.356 |
| Kreis-, Bezirksgerichte    | Arbeitsrechtssachen             | 6.058    | 14.311 |
| Gesellschaftliche Gerichte | Straf-, Arbeits-, Zivilsachen   | 65.905   | 93.330 |

Innerhalb der gesellschaftlichen Gerichte verteilten sich die Verfahren wie folgt:
| Rechtsgebiet             | 1970   | 1970   | 1970   | 1985   | 1985   | 1985   |
| Rechtsgebiet             | Anteil | KK     | SchK   | Anteil | KK     | SchK   |
| ------------------------ | ------ | ------ | ------ | ------ | ------ | ------ |
| Arbeitsrecht             | 27,5 % | 18.148 | –      | 59,3 % | 55.317 | –      |
| Zivilrecht               | 10,4 % | 0      | 6.837  | 6,0 %  | 329    | 5.280  |
| Vergehen                 | 33,9 % | 15.156 | 7.208  | 21,4 % | 13.948 | 6.034  |
| Verfehlungen             | 25,7 % | 3.680  | 13.281 | 11,4 % | 3.604  | 6.993  |
| Ordnungswidrigkeiten     | 1,2 %  | 404    | 376    | 1,3 %  | 620    | 572    |
| Schulpflichtverletzungen | 0,8 %  | 73     | 422    | 0,7 %  | 147    | 486    |
| arbeitsscheues Verhalten | 0,5 %  | –      | 320    | –      | –      | –      |
| Summe                    | 65.905 | 37.461 | 28.444 | 93.330 | 73.965 | 19.365 |
| Anteil                   |        | 56,8 % | 43,2 % |        | 79,3 % | 20,7 % |

## Ähnliche Einrichtungen
| Land  | Einrichtung | Zeitraum         | Rechtsgrundlage | Anzahl                        |
| ----- | --- | ---------------- | --- | ----------------------------- |
| DDR   | Gesellschaftliche Gerichte: KK; SchK (bis 1963: Sühnestellen)                                                                   | 1953–90          | Gesetz über die gesellschaftlichen Gerichte (GBl. 1968, 1982)                                                                     | 1970: 20.000 KK, < 6.000 SchK |
| UdSSR | Товарищеские суды Kameradschaftsgerichte                                                                                        | 1919–38, 1956–95 | Положение о товарищеских судах (ВВС РСФСР 1961, 1977); ferner: общественный приговор (1957–65), товарищеские суды чести (ab 1971) | 1965: 230.000                 |
| VRP   | Sądy społeczne: w zakładach pracy; społeczne komisje pojednawcze GG: an Arbeitsplätzen; ges. SchK                               | 1960?–90         | Ustawa z dnia 30 marca 1965 r. o sądach społecznych. 1965 (polnisch, Dz.U. z 1965 r. nr. 13 poz. 92.).                            | 1963: 50+200                  |
| ČSSR  | Místní lidové soudy; rozhodčí komise Örtliche Volksgerichte; Schiedskommissionen                                                | 1961–69 1975–91  | Zákon ze dne 18. dubna 1961 o místních lidových soudech (38/1961 Sb.) Zákon č. 20/1975 Sb.                                        | 1963: 1.000                   |
| UVR   | Társadalmi bíróságok Gesellschaftliche Gerichte                                                                                 | 1958–89?         | 1962. évi 24. törvényerejű rendelet társadalmi bíróságokról                                                                       | ?                             |
| SRR   | Comisiile de judecată Schiedskommissionen                                                                                       | 1957–92          | Legea nr. 59 din 26 decembrie 1968 privind comisiile de judecată (B.Of. nr. 169 din 27 decembrie 1968)                            | ?                             |
| VRB   | Другарските съдилища Kameradschaftsgerichte                                                                                     | 1961–91          | Закон за другарските съдилища (Известия, бр. 50 от 23 юни 1961 г.)                                                                | 1963: 10.000                  |
| VRC   | 人民调解委员会 Rénmín tiáojiě wěiyuánhuì Volksschiedskommissionen                                                               | 1949–?           | 中华人民共和国人民调解法 Zhōnghuá rénmín gònghéguó rénmín tiáojiě fǎ (2010年8月28日)                                              | 1955: 158.000                 |
| SFRJ  | Самоуправни судови: Судовима удруженог рада, Мировна већа Selbstverwaltungsgerichte: Gerichte assoziierter Arbeit, Friedensräte | 1975–91          | Закон о судовима удруженог рада (Сл. лист СФРЈ 24/74), Закон о мировним већима (Сл. гласник СРС 43/79)                            | ?                             |
| SVRA  | Komiteti profesional Arbeitskomitee                                                                                             | ?                | Kodi i Punës (1980), Art. 100 | ?                             |
| Kuba  | Tribunales populares Volksgerichte                                                                                              | 1964–73          | ? | 1969: > 2.000                 |
| DVRÄ  | ማህበራዊ ፍርድ ቤቶች Gesellschaftliche Gerichte                                                                                        | 1989–            | Establishment of social courts of Ethiopia proclamation 37/1989                                                                   | ?                             |

Außerdem: Beschwerdekommissionen für Sozialversicherung beim FDGB (siehe Sozialgerichtsbarkeit)